# Linha 10 do Metropolitano de Paris

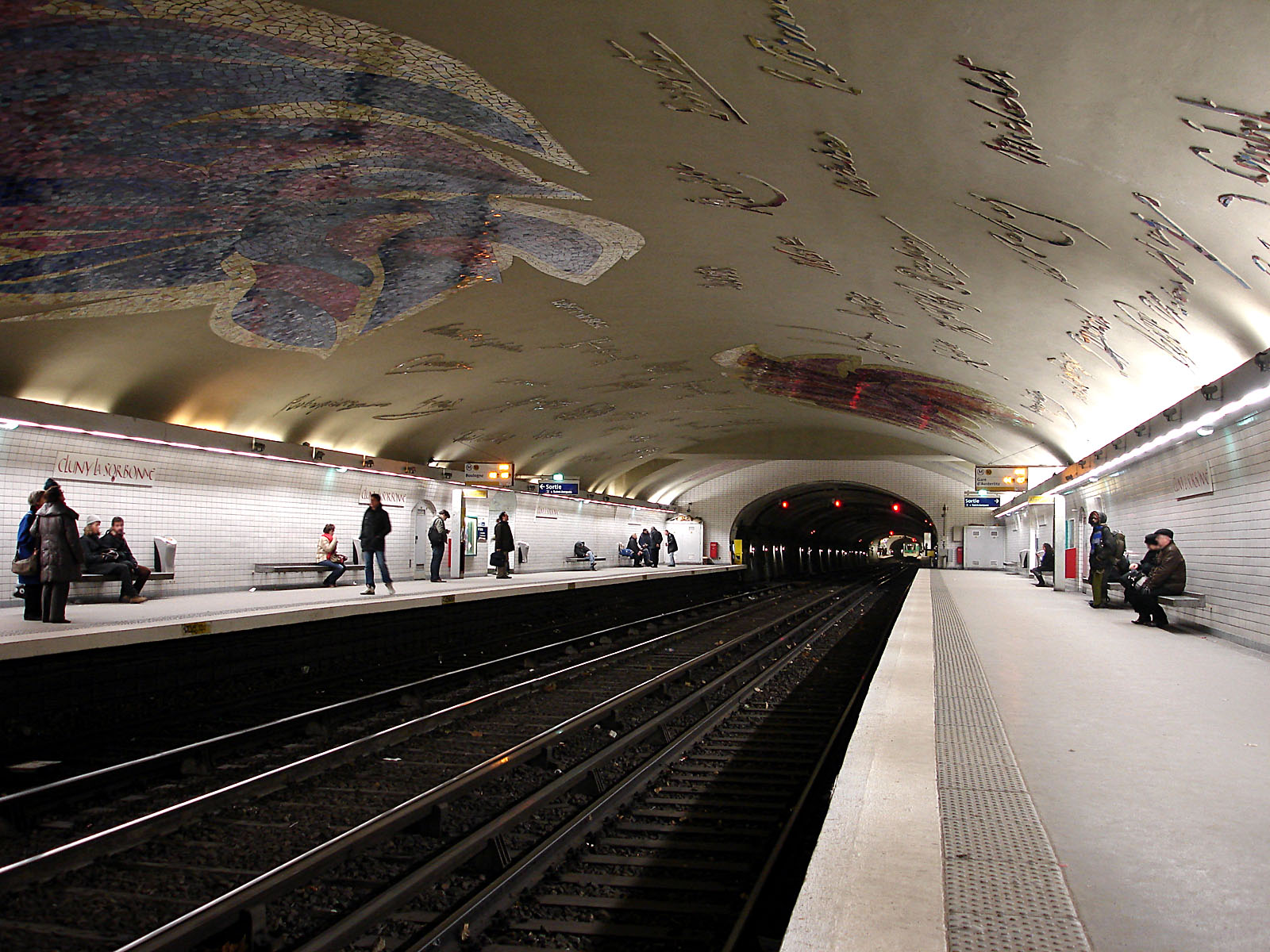
A estação Cluny - La Sorbonne.

A Linha 10 do Metropolitano de Paris é uma das 14 linhas do Metrô de Paris. A linha vai de Boulogne - Pont de Saint-Cloud a Gare d'Austerlitz.

## História
Em 13 de julho de 1913 houve a abertura do trecho Beaugrenelle - Opéra sob a designação Linha 8. Em 30 de setembro de 1913 a linha se estendeu a Porte d'Auteuil.
A Linha 10 foi inaugurada em 30 de dezembro de 1923 entre Invalides e Croix Rouge (atualmente fechada). Em 10 de março de 1925 houve a extensão ao leste para Mabillon. Em 14 de fevereiro de 1926 a linha se estendeu para Odéon.
Em 15 de fevereiro de 1930 foi inaugurado o trecho entre Place d'Italie. Em 7 de março de 1930 o trecho se estendeu para Porte de Choisy. Em 26 de abril de 1931 houve o destacamento do trecho Place Monge - Porte de Choisy, operado agora pela Linha 7 e o fechamento do trecho Maubert-Mutualité - Place Monge (Jardin des Plantes - Arènes de Lutèce), substituído pelo trecho Maubert-Mutualité - Jussieu.
Em 1937 houve o destacamento do trecho Porte d'Auteuil - La Motte-Picquet Grenelle da Linha 8 para a Linha 10; o trecho Duroc - Invalides é confiado à Linha 14 da época que se fundirá mais tarde com a Linha 13. Em 12 de julho de 1939 a linha se estendeu a leste para Gare d'Austerlitz, o terminal atual.
Em 3 de outubro de 1980 houve a primeira extensão a oeste para Boulogne - Jean Jaurès. A linha se estendeu em 2 de outubro de 1981 para Boulogne - Pont de Saint-Cloud.
Em 1988 houve a reabertura da estação Cluny - La Sorbonne, para poder ligar a linha com as estações Saint-Michel e Saint-Michel - Notre-Dame fazendo a conexão com as linhas 4 e RER C.

## Estações

Plano da linha.

- Boulogne - Pont de Saint-Cloud
- Boulogne - Jean Jaurès
- Porte d'Auteuil
- Michel-Ange - Molitor
- Michel-Ange - Auteuil
- Chardon-Lagache
- Église d'Auteuil
- Mirabeau
- Javel - André Citroën
- Charles Michels
- Avenue Émile-Zola
- La Motte-Picquet - Grenelle
- Ségur
- Duroc
- Vaneau
- Sèvres - Babylone
- Mabillon
- Odéon
- Cluny - La Sorbonne
- Maubert - Mutualité
- Cardinal Lemoine
- Jussieu
- Gare d'Austerlitz

## Extensão
A Linha 10 tem projetos de extensão para Gare de Saint-Cloud, a oeste, e Ivry-Place Gambetta, passando por Chevaleret, Bibliothèque François-Mitterrand, Bruneseau e Ivry Port - Nelson Mandela, a leste, e depois para Les Ardoines.

## Turismo
A linha 10 está, em virtude de seu traçado, limitada ao sul da capital e, ligando um pequeno número de pólos animados, pouco utilizados pelos parisienses. Com exceção do trecho leste Gare d'Austerlitz - Duroc, sua frequência não é muito forte. Por outro lado, ela é particularmente frequentada por estudantes, porque lhes permite chegar a importantes centros universitários, como o Campus de Jussieu, a Sorbonne ou o Sciences Po por exemplo.
A linha atende vários pontos turísticos importantes em Paris e seu subúrbio oeste próximo:
- o Parc de Saint-Cloud e o Jardim e Museu departamental Albert-Kahn em Boulogne-Billancourt (Boulogne - Pont de Saint-Cloud);
- o Jardin des Serres d'Auteuil, o Estádio Roland-Garros e o Parc des Princes (Porte d'Auteuil);
- o bairro Saint-Germain-des-Prés (Mabillon e Odéon);
- as Termas de Cluny, o Museu Nacional da Idade Média e o Quartier Latin (Cluny - La Sorbonne, Maubert - Mutualité e Cardinal Lemoine);
- a Gare d'Austerlitz, o Jardim das Plantas e o Museu Nacional de História Natural (Gare d'Austerlitz).